# 萨罗卡德韦列拉
萨罗卡德韦列拉，是西班牙加泰罗尼亚莱里达省的一个市镇。 总面积87平方公里，总人口153人（2001年），人口密度2人/平方公里。